# Ambitio
Ambitio (av latinets ambire, gå omkring) var benämning på en metod för röstvärvning.
I det republikanska gamla Rom var det sed att de, som ville erhålla ett statsämbete, själva exponerade sig för valmännen genom att före valdagen gå omkring och tala med de enskilda medborgarna, trycka deras händer (prensare manus) och anhålla om deras röster. De var därvid iklädda en toga av iögonfallande vithet (toga candida), vilket ledde till benämningen candidati på de sökande, som ofta åtföljdes av en särskild ”namnslav” (nomenclator), som viskade till sin herre de mötandes namn så att denne kunde vara förbindlig mot alla.
Seden urartade emellertid under republikens sista århundrade så att man formligen köpte valmännens röster och rent av bildade klubbar för att bedriva saken systematiskt. Försök att genom lagstiftning motverka detta ofog var i allmänhet utan verkan. Som beteckning för sådan olovlig röstvärvning användes ordet ambitus.